# Iaciara (kommun)
Iaciara är en kommun i Brasilien.   Den ligger i delstaten Goiás, i den sydöstra delen av landet, 230 km nordost om huvudstaden Brasília. Antalet invånare är 12 438.
Följande samhällen finns i Iaciara:
- Iaciara

Omgivningarna runt Iaciara är en mosaik av jordbruksmark och naturlig växtlighet. Runt Iaciara är det glesbefolkat, med 11 invånare per kvadratkilometer.